# Hanjiayuan (köpinghuvudort i Kina, Heilongjiang Sheng, lat 52,06, long 125,73)
Hanjiayuan (kinesiska: 韩家园, 韩家园镇) är en köpinghuvudort i Kina. Den ligger i provinsen Heilongjiang, i den nordöstra delen av landet, omkring 700 kilometer norr om provinshuvudstaden Harbin. Antalet invånare är 5 107. Befolkningen består av 2 386 kvinnor och 2 721 män. Barn under 15 år utgör 11,0 %, vuxna 15-64 år 81 %, och äldre över 65 år 7,0 %.
Trakten runt Hanjiayuan är nära nog obefolkad, med mindre än två invånare per kvadratkilometer. Det finns inga andra samhällen i närheten. I omgivningarna runt Hanjiayuan växer i huvudsak blandskog.